# Тибет
Тибет (на тибетски: བོད་ – Бод („Земя на снеговете“); на китайски: 西藏; на пинин: Xīzàng – Сидзан) е географска област в Централна Азия, разположена на Цинхай-Тибетското плато. В различни периоди от историята Тибет е независима държава, част от Монголската империя или васална област на Китай. От 1950 г. е присъединена към КНР заедно с още няколко провинции. Традиционните граници на Тибет обхващат историческите области У Цанг, Кам и Амдо, а Тибетският автономен регион (ТАР) заема по-малко от половината от историческите земи на областта. Населението на ТАР съставлява едва трета от населението на Тибет. Столица и най-голям град на Тибет е Лхаса.

## История
Към първата половина на 8 век в Тибет възниква държава. Разпространява се будизмът. През по-голямата част от Средновековието страната е под културното и политическото влияние на Китай. В края на 19 век Тибет е обект на спорове между Китай и Британската империя. Китайските войски го напускат през 1911, с което той се превръща в де факто независима държава, но остава юридически непризнат от нито една друга държава, а политическите и икономическите му контакти с външния свят са изключително ограничени.
Китайската народна република изпраща войски в Тибет през 1949, след като побеждава Националистически Китай в гражданската война. През 1951 година между окупаторите и правителството на Тибет е подписано споразумение, наречено „Споразумение за мирното освобождение на Тибет“, което определя взаимоотношенията между Китай и Тибет. Според самия Далай Лама Тензин Гяцо китайската армия не е нападала мирно население.

## Политика
В наши дни територията на окупирания Тибет влиза в състава на КНР, но в Дхарамсала (Индия) се намира тибетското правителство в изгнание, чийто глава е 14-ият Далай Лама. През 2002 г. той се отказва от задълженията си на глава на правителството и сега тибетското правителство в изгнание се води от премиер-министъра Самдонг Ринпоче.

## География

### Географско положение и граници
Общата площ на Тибет (включително и провинциите У Цанг, Кхам и Амдо) е 2 500 000 квадратни километра. Областта граничи с Индия и Непал на юг, с Бирма на югоизток и с Китай на изток, север и запад.

### Релеф
Тибет е разположен в една от най-високите планински вериги – Хималаите. Неслучайно е наричан „Покрива на света“. Тук се намират едни от най-високите върхове Джомолунгма (Еверест) – 8848 м; Даулагири – 8172 м; Анапурна – 8078 м; Манаслу – 8125 м; Чо Ою – 8153 м; Макалу – 8481 м; Лхотце – 8501 м. Средната надморска височина в Тибет е 4000 м.

### Климат
Климатът в Тибет е изключително суров. Средните температури през юли са 14 °C, а през януари са -4 °C. Средното количество на валежите силно се различава в различните части на Тибет. В западните части те са 1 мм през януари и 25 мм през юли, а в източните части те са 25 – 30 мм през януари и 80 мм през юли.
От територията на Тибет извират много големи реки и тъй като преминават през териториите, населявани от други народи, те са ни известни с техните названия, а не с тибетските си имена. Това са Брахмапутра (Ярлунг Цангпо), Хуанхъ (Мачу), Яндзъ (Дручу), Инд (Сенге Кхабаб) и Меконг (Зачу).

## Население
Населението на Тибет наброява около 6 милиона тибетци и 7,5 милиона китайци. Езикът е тибетски, принадлежащ към тибетско-бирманската езикова група. Тибетците се занимават основно с животновъдство и селско стопанство, а живеещите на територията китайци са ангажирани в управленческия сектор, търговията и услугите.
Тибетците в изгнание са около 134 000.

## Култура
Етническите тибетци изповядват както будизъм, така и старата религия Бон.
Тибетският език се отнася към групата на тибето-бирманските езици. От момента на влизането на Тибет в състава на Китай официален език е китайският. Обучението в началните класове се извършва на тибетски и в горните класове преминава на китайски. Тибет избягва ексцесиите на Културната революция и населението е запазило своите социални и културни особености.